# Phytodietus solandrianae
Phytodietus solandrianae är en stekelart som beskrevs av Loan 1981. Phytodietus solandrianae ingår i släktet Phytodietus och familjen brokparasitsteklar. Inga underarter finns listade i Catalogue of Life.